# ضياع مكاني

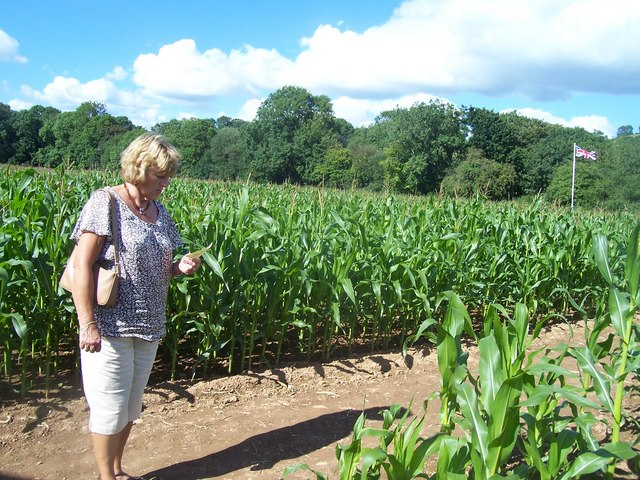
الضياع في متاهة الذرة

الضياع المكاني هو حدث فقدان إنسان أو حيوان للإسناد المكاني، يتكون هذا الموقف من عنصرين (الشعور بالارتباك - مكون مكاني). في حين أن الضياع أو الضياع التام وما إلى ذلك هي تعبيرات شائعة لشخص في موقف يائس (ربما ليس ضائعًا حرفيًا)، كما إن الضياع هو أيضًا مصطلح إيجابي يعني هدف بعض المسافرين في الاستكشاف دون خطة. يمكن أن يحدث الضياع أيضا بالمعنى المجازي مثل عدم القدرة على متابعة محادثة.

## عمليًا
يساعد علم النفس وعلم الأعصاب على فهم العمليات الإنسانية التي تجرى قبل وأثناء وبعده، الضياع هو جانب من جوانب الجغرافيا السلوكية، حيث يلجأ الأنسان إلى الطريقة والعوامل المعرفية والبيئية تلعب دورا من أجل السفر الناجح، من الضروري أن تكون قادرا على تحديد الأصل والوجهة، وتحديد زوايا الدوران، وتحديد اطوال الأجزاء واتجاهات الحركة، والتعرف على معالم الطريق، هذه المعلومات مطلوبة لرسم مسار دراسي مصمم للوصول إلى وجهة (معروفة أو غير معروفة سابقا) أو العودة إلى المنزل بعد التجوال، إذا كانت الوجهة معروفة ولكنها غير مرتبطة مباشرة بمسار أو طريق أو مسار إلى الأصل، فقد يتضمن السفر الناجح البحث والاستكشاف والتحديث المكاني لموقع الشخص وإيجاد المعالم المألوفة والتعرف على طول الجزء والتسلسل وتحديد الإطار المرجعي، غالبا يتم توجيه حركة الأنسان بواسطة مساعدات خارجية ( خرائك رسم، الرسوم البيانية، البوصلات).

يعد الضياع مشكلة خاصة للأطفال الذين لم يطوروا بعد أدوات واستراتيجيات للحفاظ على تأثيرهم وكبار السن وخاصة أولئك الذين يعانون من بداية الخرف هؤلاء الأفراد، ممكن أن يضيعوا أثناء محاولتهم العثور على متجرهم نظرا لتضاؤل ذاكراتهم يمكنهم نسيان مكان المتجر أو المكان الذي يعيشوا فيه ولماذا خرجوا من منزلهم في المقام الأول كما أن الأشخاص الذين يعانون من الخرف يضيعون بسهولة أكبر في ظروف الرؤية السيئة لأن العقل يفشل في ملء الإشارات بشكل مناسب فيما يتعلق بالمعالم المفقودة، يمكن أن يؤدى الضياع في تضاريس غير مألوفة حتى إلى إصابة الشخص البالغ الذي يتمتع بعقل سليم بالذعر والانخراط في سلوكيات لا تفكر فيها تجعل الموقف أكثر سواء يمكن لميل العقل للبحث عن أنماط وعلامات مألوفة أن يساهم في ذلك بطريقتين:
- أولا: قد يخطئ الشخص المفقود في سمات التضاريس على أنها علامات شوهدت من قبل أن تضيع مما يخلق إحساسا زائفا بالاتجاه الذي يقود الشخص المفقود في سمات التضاريس على انها علامات شوهدت قبل أن تضيع يخلق إحساسا زائفا بالاتجاه الذي قد يقود الشخص المفقود إلى اتباع الطرق التي تأخذهم بعيدا عن المسار.
- ثانيا: قد يخطئ الشخص المفقود في مثل هذه السمات على أنها علامات شوهدت بعد ضياعها، مما يخلق إحساسا زائفا بأنهم صنعوا دائرة وعادوا إلى النقطة السابقة.[5][6]

## مناسبات تاريخية
كانت هناك بعض الحالات البارزة تاريخيا لضياع وإما إنقاذ ضائعين أو موتهم، فقد جورج شانون أصغر عضو بالغ في رحلة لويس وكلارك الاستكشافية في متاسبيش بعد انفصاله عن البعثة، في 26 أغسطس 1084 تم إرساله لاستعادة مجموعتين من الخيول، انفصل عن الرحلة 16 يوم وكان يتضور جوعا، حيث ظل بلا طعام لمدة 12 يوم باستثناء بعض العنب والأرنب، في بداية أعتقد أنه كان وراء الرحلة الاستكشافية فأسرع معتقدا أنه يمكنه اللحاق بها، ثم بعد أن شعر بالجوع ذهب إلى المصب للبحث عن طرق التجاري يمكنه البقاء هناك أخير تم أرسال جون كولتر للعثور عليه.
كانت المرة الثانية في 6 أغسطس 1805 عندما كانت البعثة في ثرى فوركس تم إرسال شانون إلى مفترق أطلق عليه الحزب اسم الحكمة عاد إلى الحزب بعد ثلاثة أيام من خلال التراجع إلى مفترق الطريق ومتابعة درب الأخرين، تم إحياء ذكرى هذه الظروف لاحقا في قصيدة كتبها ويليام ماكوناجال أنه في سنتمبر2014 ضاع عالم رياضيات السوفيتي والروسي أليكس تشيرفوينتنكس في حديقة لوسينى أوستروف الوطنية ووجدته عملية بحث لاحقا ميتا بالقرب من متيشش إحدى ضواحي موسكو.

## في الأدب الخيالي
يتم تصوير الناس أحيانا في الآداب على أنهم ضائعون مع عواقب وخيمة على سبيل المثال بسبب (الهيكل المادي في روما التي كانت شوارعها متاهة معروفة) فقد لوحظ أن الضياع في روما كان عنصرا أساسيا في روايات السفر، تعتبر تجربة الضياع موضوعا شائعا للأحلام.